# М2М телематика
«М2М телематика» — компания, действующая на рынке спутникового мониторинга транспорта с 2002 года. Создал компанию российский предприниматель Александр Олегович Гурко.
«М2М телематика» также является одним из учредителей Ассоциации разработчиков, производителей и потребителей оборудования и приложений на основе глобальных навигационных спутниковых систем «ГЛОНАСС/ГНСС-Форум», согласно исследованию которого компания в 2010 году занимала лидирующую позицию, опережая таких конкурентов, как РНТ, Скаут, Gurtam, ЕНДС и ряд других компаний на рынке спутникового мониторинга транспорта.

## История компании
Компания «М2М телематика» основана в 2005 году.
В октябре 2009 г. в ГК «М2М телематика» приобрела за 200 млн рублей контрольный пакет акций компании НПП «Транснавигация», одного из своих конкурентов, производителя информационных систем для наземного (автомобильного и городского электрического) транспорта.
В декабре 2009 г. генеральный директор «М2М телематика» Александр Гурко был назначен директором ОАО «Навигационно-информационные системы» (НИС ГЛОНАСС).
В июле 2010 назначен новый руководитель компании — Алексей Смятских. В это же время российская финансово-промышленная группа АФК «Система» начала поглощение «М2М телематика», приобретя 51 % акций компании ориентировочно за 20 млн $. В феврале 2012 ОАО АФК «Система» внесла в уставный капитал ОАО «НИС» долю размером в 51 % уставного капитала компании «М2М телематика». Таким образом, ОАО «НИС» стало контролирующим участником «М2М телематики».
Весной 2013 конфликт между акционерами привёл к тому, что компанию покинула часть сотрудников, включая руководителя Алексея Смятских, которого сменил бывший генеральный директор ОАО «Московская городская телефонная сеть» (МГТС) Сергей Иванов. Эта же ситуация привела к появлению на рынке нового игрока — компании Спейс Тим.
Летом 2014 года компания фактически перестала существовать. Де-факто преемником компании является компании Спейс Тим.

## Специализация и основные виды деятельности компании
Компании, входящие в ГК «М2М телематика», разрабатывают и внедряют навигационно-информационные системы, терминальное оборудование и программное обеспечение для применения в составе региональных, ведомственных и корпоративных интеллектуальных транспортных систем:
- Разработка и внедрение систем мониторинга и управления транспортом различного назначения.
- Разработка и внедрение региональных навигационно-информационных систем в интересах управления транспортным комплексом муниципальных образований и субъектов Российской Федерации, в том числе элементов Интеллектуальных транспортных систем (ИТС).
- Разработка и внедрение автоматизированных систем планирования и диспетчерского управления для транспортных комплексов регионов, городов, крупных транспортных предприятий и объединений.
- Разработка абонентского терминального оборудования.
- Разработка навигационных ГЛОНАСС/GPS ОЕМ-модулей.
- Разработка специализированного серверного и клиентского программного обеспечения.
- Разработка и внедрение специализированных приложений, и оказание информационных услуг на базе спутниковой навигации.
- Оказание телематических услуг на территории РФ и СНГ.
- Оказание услуг технической и сервисной поддержки.

## Критика

### Проблемы с внедрением ГЛОНАСС
В мае 2010 года «М2М телематика» стала испытывать проблемы с внедрением ГЛОНАСС-мониторинга в ряде регионов России. Из-за высокой стоимости системы, низкого качества оборудования перебоев в работе программного обеспечения некоторые клиенты выразили недовольство через прессу и ведут расторжение договоров.

### Влияние на запрет GPS-оборудования
В июле 2010 года акционеры М2М телематики на встрече с премьер-министром России Путиным предложили законодательно запретить ввоз в Россию оборудования для навигации и мониторинга, имеющего GPS, но без встроенного чипа отечественной системы ГЛОНАСС. При этом под запрет подпадает не только оборудование для спутникового мониторинга и навигации, но популярные телефоны и смартфоны, которые в ближайшее время не обзаведутся российским аналогом GPS.

### Хищение денежных средств в «М2М телематика Север»
Следственный комитет РФ по Архангельской области и Ненецкому автономному округу установил, что за период с 1 июля 2009 года по 29 апреля 2010 года Вадимом Мищенко, бывшим генеральным директором компании, было присвоено около 400 тысяч российских рублей. Изначально деньги предназначались для выплат зарплат и бонусов сотрудникам. Поступки Вадима Мищенко были классифицированы по ст.145 ч.1 УК РФ (невыплата заработной платы). Заведено уголовное дело.

## Прочие факты о работе М2М телематика

### Итоги 2009 года
В октябре в группу компаний «М2М телематика» вошел ведущий производитель современных информационных систем для наземного (автомобильного и городского электрического) транспорта — ЗАО НПП «Транснавигация». «М2М телематика» и НПП «Транснавигация» приняли решение объединить свои ресурсы и возможности в целях проведения согласованной политики и совместной деятельности в области применения средств спутниковой навигации на основе ГЛОНАСС/GPS и информационных технологий на автомобильном и городском пассажирском транспорте.
Открылись 18 новых Региональных диспетчерских центров в крупнейших регионах РФ и СНГ: Владимире, Рязани, Дубне, Ижевске, Костроме, Саранске, Уфе, Санкт-Петербурге, Сыктывкаре, Азербайджане и др.

### Итоги 2010 года
Компания «М2М телематика» в 2010 году вышла на качественно иной уровень развития бизнеса. Следуя инновационной политике, «М2М телематика» подтвердила статус лидера отрасли, достигла конкурентного превосходства продуктовой линейки и расширила региональную партнерскую сеть, которая включает более 70 партнеров. В рамках программы М2М-BusinessSolution® было открыто 17 Региональных диспетчерских центров (РДЦ) по всей России. Сейчас ГК «М2М телематика» обладает самой масштабной региональной партнерской сетью.
Стремительное развитие компании не могло не сказаться на финансовых показателях в целом — по итогам года выручка ГК «М2М телематика» увеличилась в два раза, составив более 1,1 млрд рублей.
В 2010 году «М2М телематика» вошла в состав АФК «Система», что позволило компании получить дополнительные инвестиционные возможности для дальнейшего масштабного развития бизнеса.

### Итоги 2011 года
Поставки достигали 300 тыс. устройств, из которых около 50 % пришлось на ГЛОНАСС/GPS-чипсеты разработанные в «ГеоСтар навигация».
«М2М телематика» заняла шестое место в топ-10 ведущих инновационных компаний России, составленном американским журналом Fast Company.
В июне «М2М телематика» заняла 15 место в рейтинге крупнейших ИТ-разработчиков России, составленном Агентством CNews Analytic. Оценка проводилась по размеру выручки от продажи собственных разработок.
Был уволен главный разработчик транспортных терминалов с ГЛОНАСС Евгений Белянко.

### Итоги 2019 года
Конкурсный управляющий: Тарабрин Михаил Борисович, дата прекращения деятельности: 25.12.2019.